# Руминце
Руминце (слч. Rumince) насељено је мјесто са административним статусом сеоске општине (слч. obec) у округу Римавска Собота, у Банскобистричком крају, Словачка Република.

## Становништво
| Година:    | 1994. | 2004.   | 2014.   | 2024.   |
| ---------- | ----- | ------- | ------- | ------- |
| Број људи: | 428   | 407     | 367     | 347     |
| Разлика:   |       | -4,90 % | -9,82 % | -5,44 % |

| Година:    | 2023. | 2024.   |
| ---------- | ----- | ------- |
| Број људи: | 350   | 347     |
| Разлика:   |       | -0,85 % |

Према подацима о броју становника из 2011. године насеље је имало 382 становника.